# Secumar

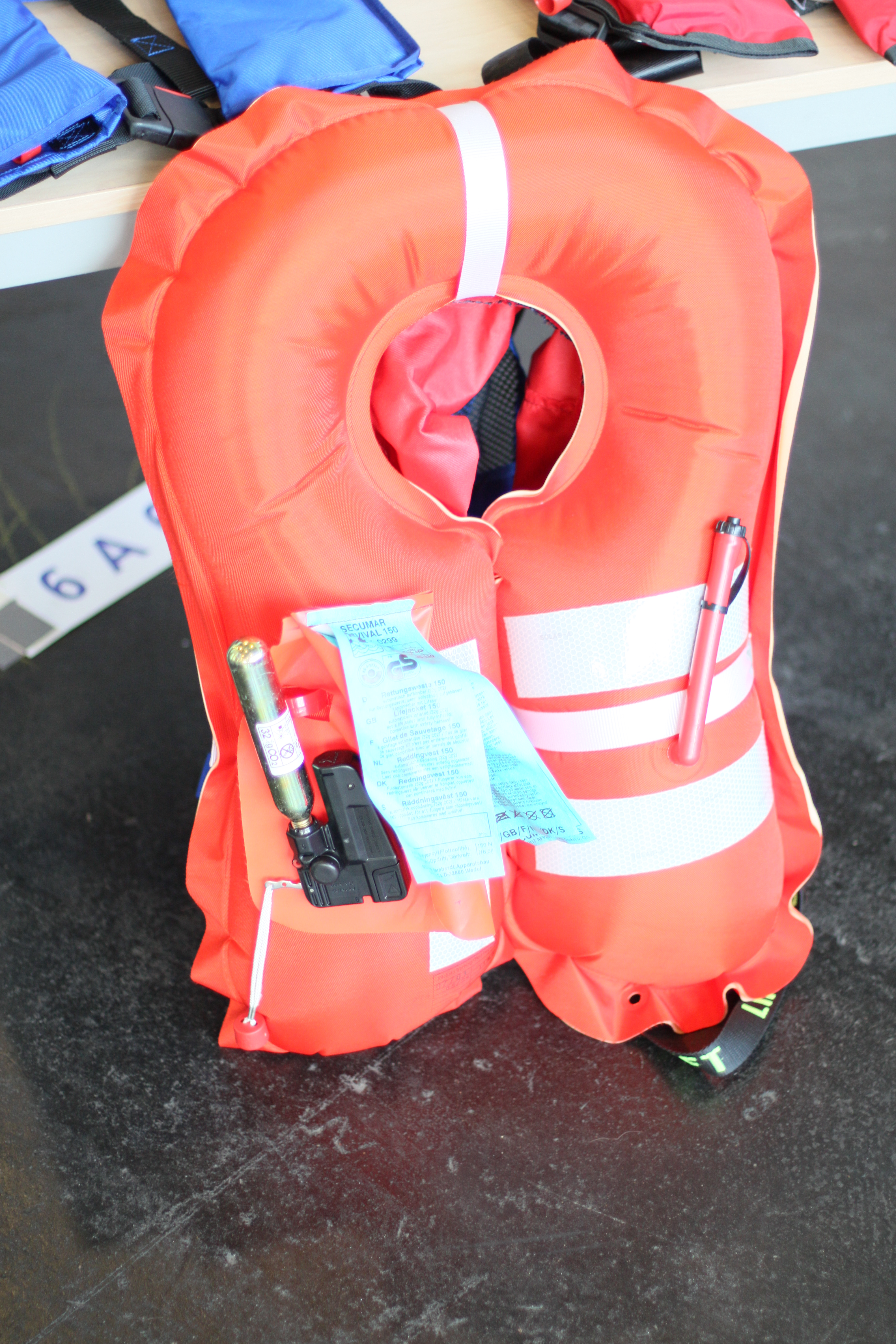
Automatische Rettungsweste von Secumar, in aufgeblasenem Zustand. Deutlich erkennbar ist der Auslösemechanismus mit der Kohlendioxid-Patrone

Secumar Bernhardt Apparatebau GmbH u. Co. (Eigenschreibweise: SECUMAR) ist ein Hersteller von Rettungswesten und Rettungsmitteln für Luftfahrt, Seefahrt und Wassersport aus Holm im Kreis Pinneberg. Der 1961 eingeführte Markenname Secumar wurde abgeleitet aus securitas in mare (lat. „Sicherheit im Meer“).

## Geschichte

### Ingenieur Karl Bernhardt Apparatebau
Die Ursprünge der Firma gehen auf Karl Bernhardt aus Wiesbaden zurück. Nach einer Ausbildung zum Klempner und einem begonnenen Musikstudium wurde er im Ersten Weltkrieg als Kavallerie-Leutnant nach Hamburg versetzt. Dort lernte er seine Frau kennen, die er gegen Kriegsende heiratete. Bernhardt ließ sich daraufhin in Hamburg nieder.
1926 gründete er in der Admiralitätstraße in Hamburg die Ingenieur Karl Bernhardt Apparatebau, wo er Taucherausrüstungen herstellte. In Bezug auf diese Produkte wählte Bernhardt den Dreizack des Poseidon als Firmenlogo. Nach kurzer Zeit erweiterte Bernhardt sein Portfolio um Atemschutzausrüstung für die Industrie, womit er unter anderem Werften und Abwrackunternehmen belieferte. Bernhardt konnte in seinem Unternehmen acht Personen beschäftigen.
Beim alliierten Luftangriff auf Hamburg im Juli 1943 wurden die Räumlichkeiten in der Admiralitätstraße ausgebombt, die Ingenieur Karl Bernhardt Apparatebau musste in andere Räumlichkeiten ausweichen. Auch diese wurden bei einem weiteren Luftangriff zerstört, für das Unternehmen blieb kein verwendbares Inventar oder Material erhalten. 1945 wagte Karl Bernhardt zusammen mit seinem Sohn Jost im Johannisbollwerk 9–10 direkt am Elbufer mit den Vorkriegsprodukten einen Neuanfang. Die erforderliche Beseitigung der Kriegsschäden auch im Hafengebiet und damit unter Wasser sorgte für einen starken Aufschwung der Ingenieur Karl Bernhardt Apparatebau. 1946 beschäftigte Bernhardt acht Personen, bei einem Jahresumsatz von rund 86.000 Reichsmark, was heute ungefähr 358.000 EUR entspricht. Im Jahr der Währungsreform 1948 waren in der Firma bereits zwölf Mitarbeiter beschäftigt. Ab 1951 wurde auf Initiative von Jost Bernhardt der Handel mit Schwimmwesten in das Firmenprogramm aufgenommen. Zunächst wurden Restbestände der Kriegsmarine vertrieben, mit denen unter anderem auch die dänische Marine versorgt wurde. Nachdem die Restbestände aufgebraucht waren, gleichzeitig die Nachfrage weiter anstieg, wurde ab 1956 die Herstellung von Rettungswesten aufgenommen. Dabei kam der Firma Bernhardt die langjährige Erfahrung mit Helmtaucheranzügen und der Herstellung von wasserdicht beschichtetem Gewebe zunutze. Bernhardt begnügte sich jedoch nicht mit dem stupiden Nachbau der alten Rettungswesten, sondern stellte Untersuchungen und Grundlagenforschung zur Verbesserung an.
1955 übernahm Jost Bernhardt die Leitung. Im gleichen Jahr stieg die in Lübeck ansässige Firma Dräger, ebenfalls ein Produzent von Atem- und Tauchtechnik, als Partner bei der Ingenieur Karl Bernhardt Apparatebau ein. Firmengründer Karl Bernhardt starb im März 1960 im Alter von 82 Jahren.

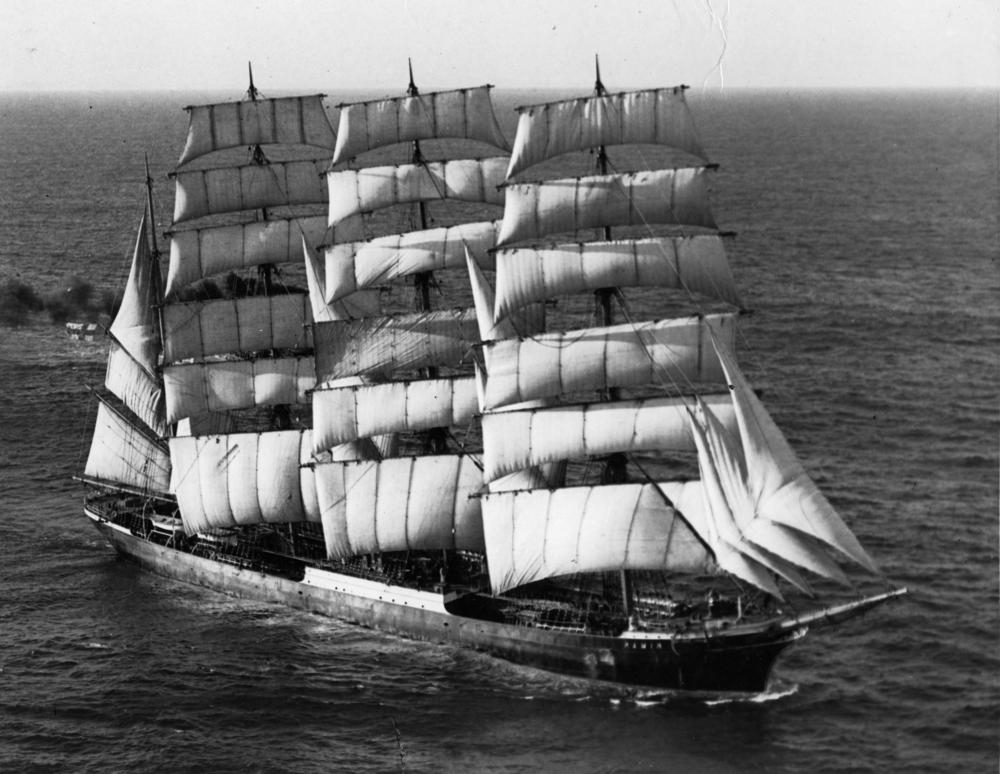
Das Segelschulschiff Pamir, dessen Untergang entscheidenden Einfluss auf die Firmen- und Produktentwicklung bei Secumar hatte

Als am 21. September 1957 das Segelschulschiff Pamir im Atlantik sank, erhielt das Interesse und Engagement für den Bereich Seenotrettung bei Jost Bernhardt starken Vorschub. Von den 86 Seeleuten der Pamir überlebten nur sechs das Unglück. Spätere Untersuchungen des Unglücks zeigten, dass einige Seeleute in ihren Rettungswesten ertrunken waren. Bedingt durch die Schwimmwesten mit rundum gleichmäßig verteilten Auftriebskörpern und die menschliche Anatomie wurden ohnmächtige Matrosen in eine bäuchlings liegende Position gedreht, mit dem Gesicht unter Wasser. Jost Bernhardt erkannte diesen Missstand und suchte nach Möglichkeiten, ihn zu beseitigen.
Für eine groß angelegte Untersuchungsreihe beschaffte sich Bernhardt zahlreiche verschiedene Rettungswestenmodelle und untersuchte ihre Eigenschaften im Hallenbad Thedestraße in Altona. Auf Basis dieser Untersuchungen, die er mit Messwerten und Fotos dokumentierte, erstellte er 1958 und 1959 Beiträge für Fachzeitschriften. Zwei der bedeutendsten Beiträge waren „Zur Problematik der Schwimmweste“ und „Der Mensch im Medium Wasser“. Dabei etablierte Bernhardt den Begriff der Ohnmachtssicherheit, die auch bei bewegungsunfähigen Menschen Mund und Nase über der Wasseroberfläche hält. Ergebnis der Untersuchungen war die erste ohnmachtssichere Rettungsweste, die Bernhardt 1958 auf den Markt brachte.
Unter den verschiedenen Rettungswesten, mit denen Bernhardt seine Untersuchungen durchführte, entdeckte er ein Erprobungsmodell der Deutschen Marine aus dem Zweiten Weltkrieg, dessen Schwimmkörper mit Druckluft befüllbar waren. Daraus entwickelte Bernhardt die erste aufblasbare Schwimmweste, die in Serienproduktion kam.

### Secumar Bernhardt Apparatebau
1961 entschloss sich Bernhardt, aus dem Geschäft der Taucher- und Atemschutzausrüstung auszusteigen. Er verließ die Ingenieur Karl Bernhardt Apparatebau und gründete die rein auf Seenotrettungstechnik spezialisierte Secumar Bernhardt Apparatebau GmbH u. Co. Als Partner beteiligte sich das Bergungsunternehmen Harms. Standort der neuen Firma war in der Vorsetzen ganz in der Nähe der alten Firma.  Während der  Sturmflut im Februar 1962 wurden die nahe an der Elbe gelegenen Produktionsräume zerstört.

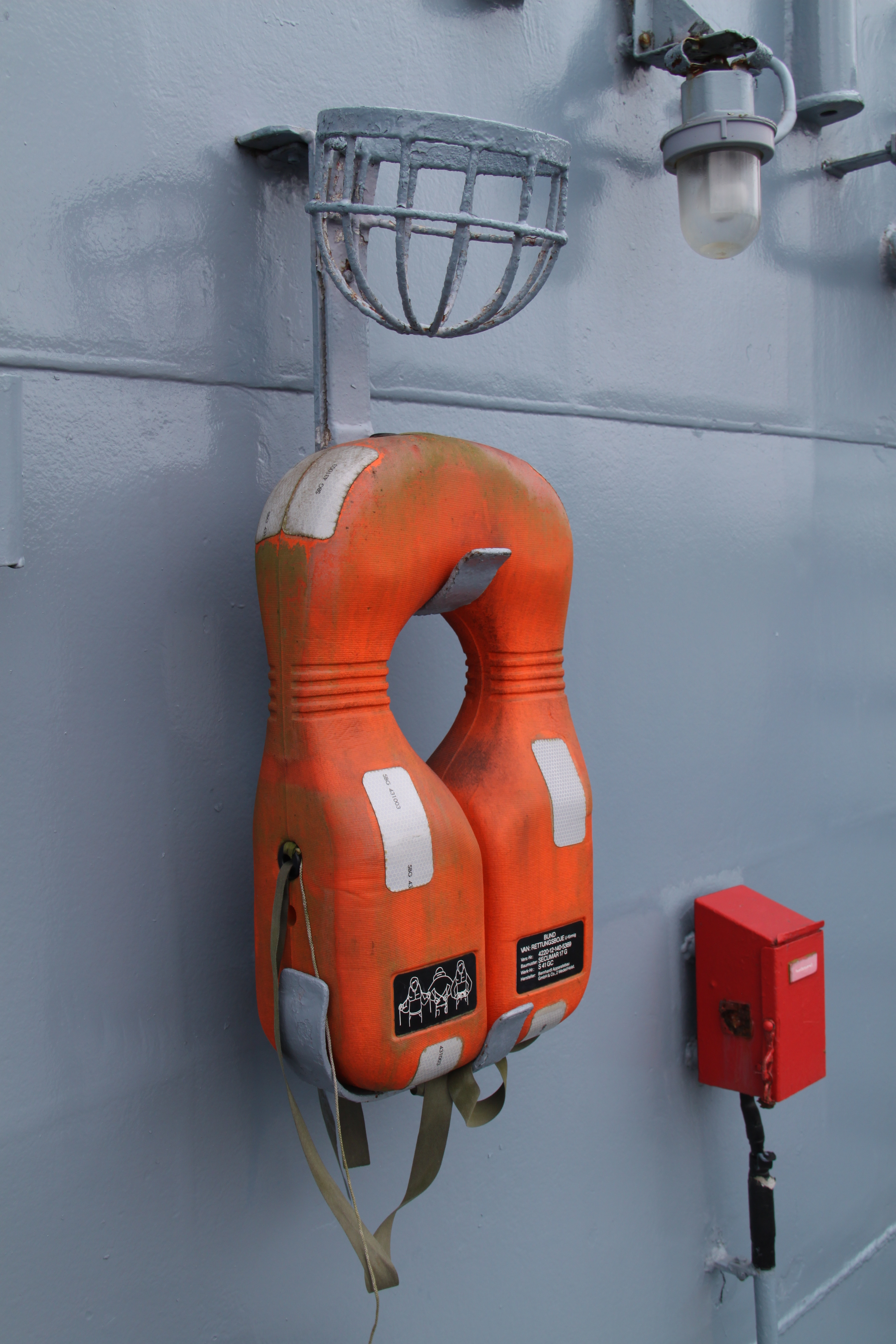
Rettungsboje, U-förmig an Bord der Mölders

Durch seine Fachbeiträge und Schulungsfilme wurden auch andere Personen, die sich mit Seenotrettungstechnik befassten, auf Bernhardt und Secumar aufmerksam, darunter auch Gerhard Junack, der die Schiffssicherungslehrgruppe in Neustadt aufgebaut hatte. Die Zusammenarbeit zwischen Bernhardt und Junack führte zu vielen wichtigen Neukonstruktionen und Standards bei Rettungswesten. Zudem öffnete diese Verbindung für Secumar den Weg zum Ausrüster der Bundesmarine. Ab 1964 wurde die Marine mit dem Secumar Rettungswestenmodell MRS-3 ausgestattet. Zudem wurden die klassischen Rettungsringe durch U-förmige Rettungsbojen mit Feststoff-Schwimmkörper ersetzt, die von Secumar entwickelt worden waren.
Als Standardausrüster der Bundesmarine genoss das Unternehmen schnell hohe Anerkennung, es wurde auch für andere Marinen sowie für die Handelsschifffahrt bald zu einem der wichtigsten Ausrüster. Heute verwenden viele NATO-Staaten Secumar-Rettungstechnik bei ihren Seestreitkräften. Selbst die United States Navy rüstet dank der Kooperation zwischen Secumar und Stearns ihre Schiffe mit der in Hamburg entwickelten Rettungstechnik aus. Neben Schiffen werden bei den verschiedenen Staaten auch U-Boote und Flugzeuge mit Secumar-Rettungsgeräten ausgestattet. Der Anfang wurde Ende der 1960er mit der Ausrüstung der F-104 Starfighter der Bundesluftwaffe gemacht. Auch bei Landstreitkräften wie den Pionieren oder bei Kampfpanzern mit großer Wattiefe wie z. B. dem Leopard gehören Rettungswesten zur Ausrüstung.
Ende der 1960er Jahre wendete sich Bernhardt außer der Marine und der Seeschifffahrt auch der Binnenschifffahrt zu. Dort ist die erforderliche Bewegungsfreiheit auf den Flussfrachtern ein großes Hindernis für die Akzeptanz der klobigen Rettungswesten, was sich in einer hohen Anzahl an Unfällen mit Todesfolge bemerkbar macht. Bernhardt entwickelte mit der BS-8 eine automatisch aufblasende Rettungsweste, die im normalen Zustand wie ein normales Kleidungsstück sogar unter einer Arbeitsjacke getragen werden kann. Bei Wasserkontakt wird eine CO2-Patrone aktiviert, die vollautomatisch die Rettungsweste aufbläst. Die BS-8 erhielt eine hohe Akzeptanz und fand Mitte der 1970er Jahre den Weg in den Freizeit- und Wassersport.
1972 stieg das Bergeunternehmen Harms wieder aus der Secumar Bernhardt Apparatebau GmbH u. Co aus. 1974 übernahm Jan-Ulrich Bernhardt die Firmenleitung von seinem Vater Jost, im Jahr darauf wurde die Firma von dem beengten und mit Baubeschränkungen belegten alten Standort nach Wedel verlegt. Im Alter von 70 Jahren starb 1993 Jost Bernhardt, die Firma wurde von seinem Sohn Jan-Ulrich weitergeführt. Im gleichen Jahr ging Secumar eine Kooperation mit dem amerikanischen Spezialisten für Feststoffrettungswesten, Stearns, ein. Da sich Secumar inzwischen verstärkt auf den Bereich der aufblasbaren Westen verlegt hatte, hatten die Produktpaletten der beiden Unternehmen nur wenig Überschneidung. Die Konkurrenzsituation war dementsprechend gering, die Ergänzung entsprechend groß. Durch die Kooperation wurde Secumar der Zugang zum amerikanischen Markt wesentlich erleichtert. Ebenso erhielt Stearns über Secumar leichteren Zugang zu europäischen Märkten für seine Produkte Feststoffwesten, die unter dem Label „Secumar by Stearns“ vermarktet werden, wie auch für aufblasbare Paddelboote.
Als weiteres Spezialgebiet wurde von Bernhardt ab Mitte der 1990er Jahre spezielle Rettungswesten für Seenotrettungsdienste wie die DGzRS entwickelt. Nach dem Jahrtausendwechsel wurden auch Rettungsinseln und Schutz- und Trockenanzüge entwickelt. Secumar ist damit der einzige deutsche Hersteller für Rettungsinseln im Wassersportbereich und für selbstaufrichtende Rettungsinseln.
Durch kontinuierliches Wachstum war das Unternehmen Anfang der 2000er Jahre auf sechs Standorte verteilt. Um die Unternehmensabläufe zu optimieren, wurde 2004 in Holm im Bredhornweg 39 ein neues Betriebsgelände bezogen und sämtliche Aktivitäten an einem einzigen Ort konzentriert. 2009 stieg Benjamin Bernhardt als vierte Generation in die Geschäftsführung ein.

## Produkte und Erfindungen
Die Rettungsweste MRS-3 (Marine-Rettungs-Schwimmweste) war eine aufblasbare Schwimmweste mit zwei separaten Kammern. Die Weste hatte damit durch die Redundanz eine hohe Sicherheit. Zudem waren die beiden Kammern durch Druckknöpfe verbunden und konnten im Notfall voneinander getrennt und für zwei Personen verwendet werden.
Die Rettungsweste BS-8 mit Secumatic 8 war eine für die Binnenschifffahrt entwickelte aufblasbare Rettungsweste mit einem automatischen Auslösemechanismus. Ein durch eine Feder vorgespannter Bolzen wurde dabei durch eine Arretierung aus Zelluloseether fixiert, die sich bei Wasserkontakt in kurzer Zeit zersetzte. Der entriegelte Bolzen durchstach dann den Verschluss einer CO2-Patrone, wodurch die Rettungsweste ohne menschliches Zutun aufgeblasen wurde. Die BS-8 war der Urtyp der selbstaufblasenden Rettungswesten von Secumar, die bis heute permanent weiterentwickelt werden und ein wichtiges Produkt der Firma sind.
Spitzenprodukt ist seit Mitte der 2000er Jahre die Secumar Tetra-Rettungsweste, die einen weit nach vorn entfaltenden Schwimmkörper besitzt. Dadurch wird ein Mensch auch dann zuverlässig in eine ohnmachtssichere Position gedreht, wenn durch schwere Arbeits- oder Wetterschutzkleidung ungünstige Lufteinschlüsse dagegen wirken. Zusätzlich schützt eine Haube mit Klarsichtfeld den Gesichtsbereich vor Wellen und Gischt und erleichtert so das Atmen auch in schwerer See.
Speziell für die Belange von Seenot-Rettungsdiensten wurde Mitte der 1990er Jahre die Rettungsweste DGzRS Mod.4 entwickelt. Die Weste mit sehr starkem Auftrieb von 290 N besitzt einen Feststoffkörper, einen automatisch aufblasenden sowie einen manuell aufblasbaren Schwimmkörper. Ergänzt wird das Rettungssystem durch ein stabiles Gurtzeug mit sechs Sicherungspunkten, das auch bei schwerer See ein Ver- oder Abrutschen der Weste verhindern soll.
Als ergänzende Produkte zu den Rettungswesten ist die Rettungsinsel Secumar-Island im Firmenprogramm, die gemeinsam mit der Deutschen Schlauchbootfabrik DSB entwickelt und gefertigt wurde. Durch eine Tonnendachkonstruktion ist die Rettungsinsel auch bei voller Besetzung selbstaufrichtend. In einem 2001 durchgeführten Vergleichstest der Zeitschrift YACHT erhielt die Rettungsinsel die bestmögliche Bewertung.
Als zusätzlicher Kälteschutz wurde Anfang der 2000er Jahre der Trockenanzug Secumar OTS-600 entwickelt, der die strengen Anforderungen für die Luftfahrtzulassung durch CAA sowie für die Marinezulassung nach SOLAS und IMO erfüllt. Durch den Trockenanzug geschützt, kann ein Mensch mehrere Stunden in 5 °C kaltem Wasser schadlos überstehen.
Die Bedeutung der Secumar Produkte wird durch ihre Ausstellung im Deutschen Museum in München dokumentiert, wo sie in der Dauerausstellung Rettungsmittel in der Abteilung für Luft- und Raumfahrt ausgestellt werden.